# Ban Čao
Ban Čao (kitajsko: 班超; pinjin: Bān Chāo; Wade–Giles: Pan1 Ch'ao1), vljudnostno ime Džongšeng (pinjin: Zhongsheng), kitajski general in diplomat, * 32, † 102.
Bil je general in diplomat dinastije Han.

## Družina
- Ban Bjao (班彪; 3-54; oče)
  - Ban Gu (班固; 32-92; prvi sin)
  - Ban Čao (班超; 32-102; drugi sin)
    - Ban Šjong (班雄; ?-po 107; najstarejši sin Ban Čaoa)
    - Ban Ši (班始; ?-130; drugi sin Ban Čaoa)
    - Ban Jong (班勇; ?-po 127; tretji sin Ban Čaoa)

  - Ban Džao (班昭; 45-116; hčerka)